# Sorai Ogyū

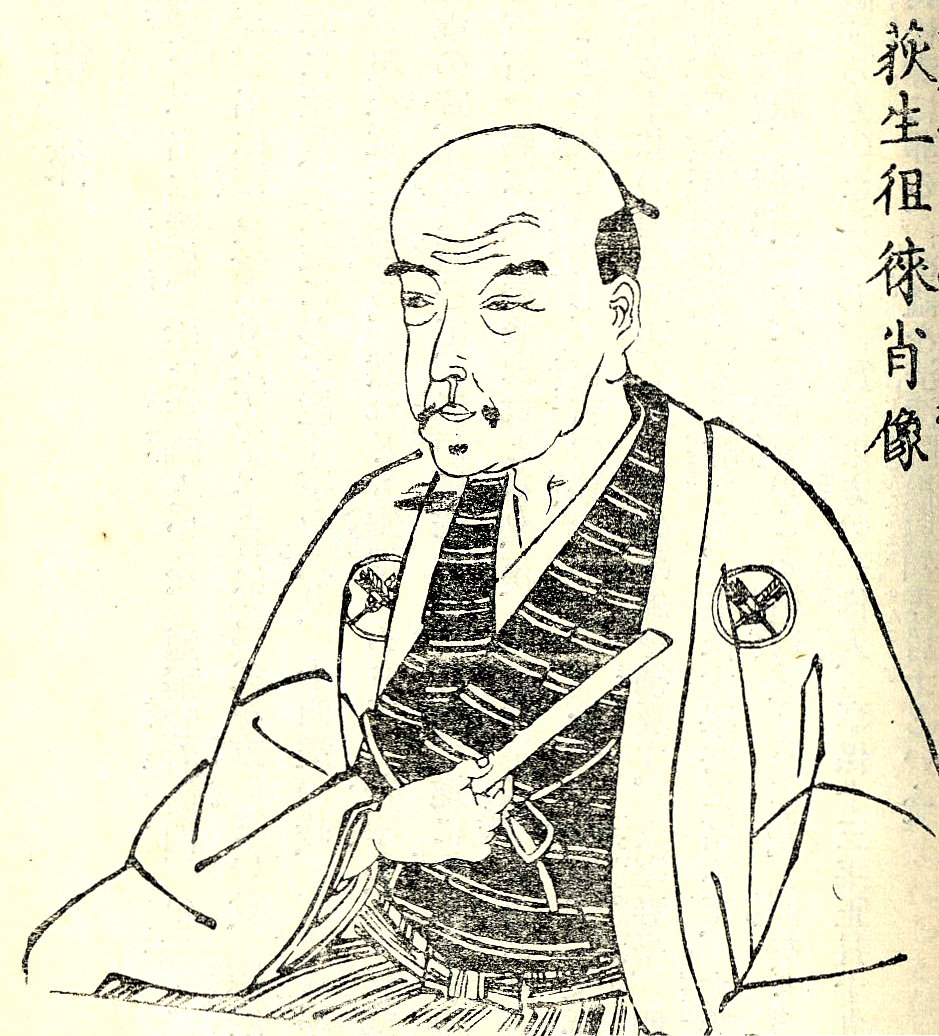
Sorai Ogyū

Sorai Ogyū (jap. 荻生徂徠 Ogyū Sorai; ur. 1666, zm. 1728) – japoński filozof konfucjański okresu Edo.

## Życiorys
Wystąpił z radykalną krytyką neokonfucjanizmu, który jego zdaniem był zaprzeczeniem pierwotnych nauk etycznych i społecznych głoszonych przez Konfucjusza, skupiającym się na bezużytecznych dywagacjach metafizycznych oraz nieustannym pisaniu komentarzy do Pięcioksięgu. Winą za zafałszowanie pierwotnego, „czystego” konfucjanizmu obarczył Zi Si, zarzucając mu przejęcie transcendentalnych i spirytualistycznych doktryn taoizmu, przez co odwrócił on uwagę od doskonalenia moralności i najważniejszej cnoty – ren. Jednocześnie Ogyū był jednym z pierwszych znaczących uczonych, który uznał realistyczne poglądy Xunzi za wartościowsze od idealizmu Mencjusza. Zrehabilitował także pogardzaną przez konfucjanistów filozofię legizmu, twierdząc że w praktyce politycznej liczy się pragmatyzm, a nie utopijne teorie.
Poza filozofią Sorai Ogyū zajmował się także poezją, ekonomią oraz działalnością urzędniczą, pozostawiając po sobie pokaźny dorobek naukowy i opinię cenionego erudyty. Pomimo odrzucenia i krytyki oficjalnej ideologii neokonfucjańskiej zdołał odnieść sukces dzięki opiece i uznaniu ceniącego jego indywidualizm sioguna Yoshimune.